# Incubació

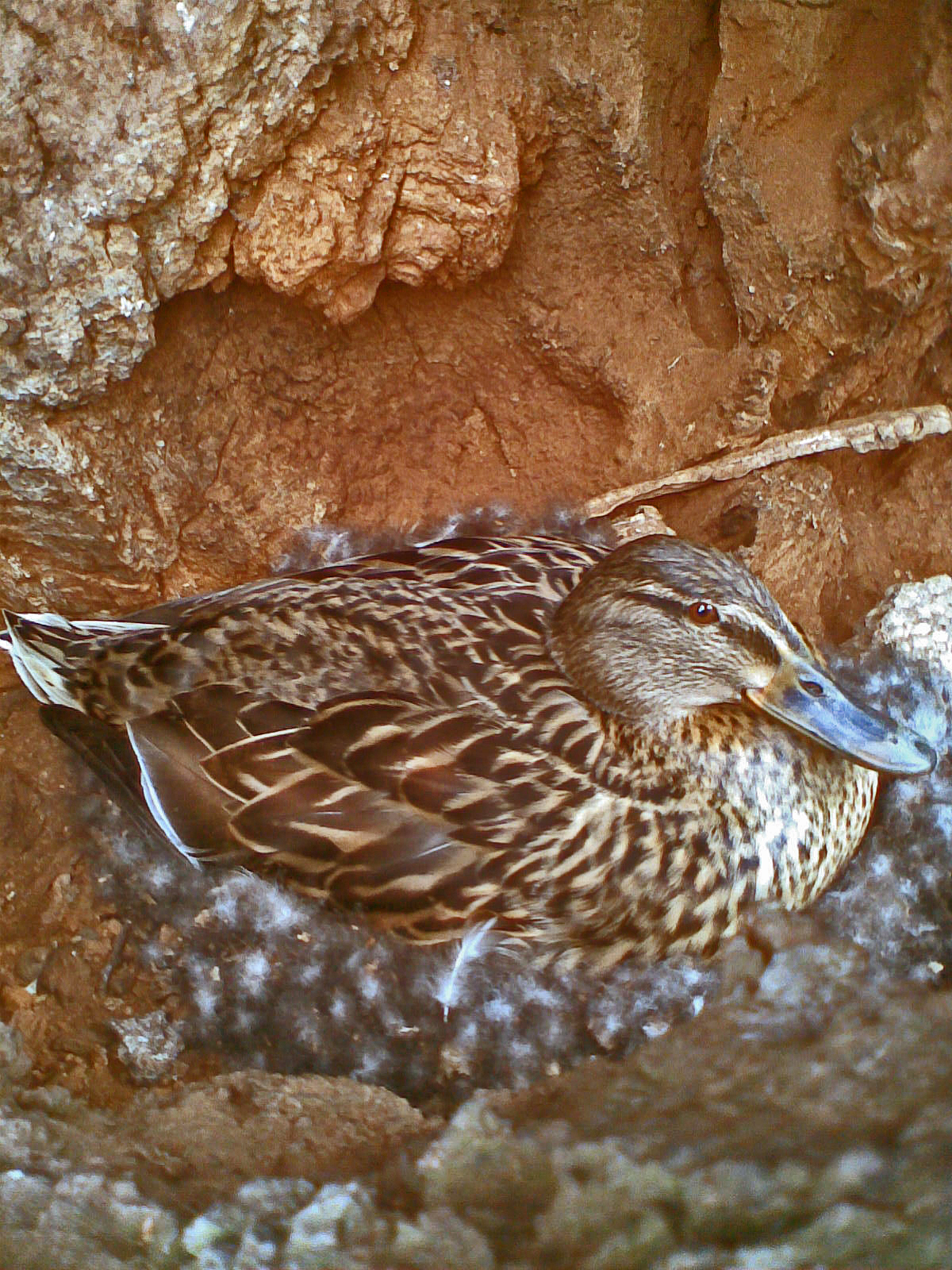
Una femella de collverd (Anas platyrhynchos) covant els seus ous

Incubació és l'acció de donar calor als ous fecundats, perquè es puguin desenvolupar els embrions. Aquest fet és propi dels ocells, els rèptils i els monotremes.
La forma d'incubació més utilitzada entre els ovípars homeoterms (ocells i monotremes) és covar, que consisteix en la transmetre directament la pròpia calor corporal, però també es pot fer servir una calor externa al cos, colgant ous a la terra o sorra calenta (tortugues i altres rèptils, però també alguns ocells), aprofitant la calor geològica, com en el cas d'alguns megapòdids, que també poden aprofitar la calor dels materials vegetals en descomposició, com fan els cocodrils.